# Fusion (rock)
Cet article concerne les genres de fusion dérivés du rock. Pour un article général sur la fusion de genres en musique, voir fusion de genres musicaux. Pour les autres significations, voir Fusion.
Sous-genres
Funk metal, funk rock, rapcore, rap metal, rap rock
Fusion est un terme général autrefois utilisé dans la scène musicale rock essentiellement dans les années 1990 pour désigner divers styles de fusion de genres musicaux comme le funk rock ou le rap rock. Ce courant ne doit pas être confondu avec le jazz fusion, un courant dérivé du jazz et incorporant des éléments du rock.

## Origines
L'origine de la fusion peut être retracée à l'époque du rock 'n' roll, qui est déjà le fruit du mariage entre le rhythm and blues et la musique country. À la fin des années 1960, Miles Davis et d'autres musiciens créent la fusion du jazz avec le rock auxquels ils mêlent aussi des influences funky. Des artistes noirs comme Jimi Hendrix, Sly and The Family Stone à la même époque, ou Funkadelic et Mother's Finest dans les années 1970, savent séduire un public blanc avec leur rock empreint de blues, de musique soul et de funk. Tous ces gens ont une influence évidente sur le rock-fusion.
Parmi les précurseurs, il faut citer les Bad Brains, groupe de punks à dreadlocks qui alternent sur leurs albums, dès la fin des années 1970, des morceaux hardcore avec d'autres 100 % reggae, ou encore Defunkt, qui depuis sa fondation en 1978 mêle savamment des influences de funk et de jazz avec des rythmiques de rock. En 1984 paraît le premier album des Red Hot Chili Peppers, où ils mélangent déjà le rock, le funk et le rap. Les Red Hot deviendront plus tard un groupe emblématique de ce mouvement. Celui de Fishbone sort en 1985. Ce groupe injecte dans son funk-rock une bonne dose de ska. Plus sobrement, les groupes Faith No More et Jane's Addiction font aussi des expérimentations dans ce sens,. En 1986, Aerosmith et Run DMC sont les premiers à oser le mariage du hard rock et du hip-hop. Leur exemple sera suivi par Anthrax et Public Enemy l'année suivante avec Bring the Noise. C'est en 1986 aussi que sort Licensed to Ill, le premier album rap des Beastie Boys, un groupe blanc d'anciens punks, qui ajoutent des éléments sonores volontiers des guitares électriques. En 1988, les Living Colour enfoncent le clou avec l'album Vivid. En Europe, ce sont les néerlandais d'Urban Dance Squad qui sont les premiers à suivre le mouvement. En France, la Mano Negra tente quelques incursions vers le hip-hop (King Kong Five), mais c'est le groupe FFF qui est vraiment le premier à métisser ouvertement funk, rock puissant, rap et reggae, « parrainés » par le précurseur George Clinton.
En 1991, l'énorme succès de l'album Blood Sugar Sex Magik des Red Hot Chili Peppers et celui du premier album de Rage Against the Machine font découvrir la fusion au grand public, aidés par la programmation de Perry Farrell au festival américain itinérant Lollapalooza. Un confidentiel mais incontournable album Playin' Foolz de Smokin Suckaz Wit Logic et dans la même année 1993, la bande originale du film Judgment Night offre une série de duos associant la crème des groupes de rock et de rap. Dans la foulée, tout un tas de nouveaux groupes s'engouffrent dans la brèche. En France les No One Is Innocent et Silmarils remportent un franc succès. Beaucoup de ces nouveaux groupes se contentent hélas de parodier la formule metal-rap des RATM, et face à cette surenchère, le mouvement finit par s'étouffer de lui-même. Certains, malgré tout, sauront se montrer plus inventifs. Le groupe Korn retient la recette de la fusion tout en lui donnant un visage beaucoup plus metal.

## Genres dérivés

### Funk rock
Le funk rock est un genre musical développé de la fusion entre le rock et le funk. Ce style émerge dans le milieu des années 1980 avec des groupes pionniers comme les Red Hot Chili Peppers, Living Colour, Fishbone et Faith No More. Bien qu'il ne devienne pas populaire avant les années 1990, il permet le lancement de nombreux groupes dont Primus et Rage Against the Machine parmi d'autres.
Un genre dérivé du funk rock, le funkcore est une branche du funk rock qui mélange le punk hardcore avec le funk. En général, le tempo est rapide et le son de guitare est brutal, mais l'accent est surtout mis sur la basse slappée et la batterie qui mêlent des rythmiques funk. Parmi les premiers groupes jouant cette sorte de musique, on peut citer les Red Hot Chili Peppers et Fishbone. Un autre dérivé, le funk metal, est une branche du funk rock qui utilise des riffs saturés caractéristiques du metal avec un battement rythmique de la basse caractéristique du funk et parfois des rythmes hip-hop. Les quatre groupes emblématiques du genre sont Extreme, Infectious Grooves, Faith No More et Rage Against the Machine, et également Incubus à leurs débuts.

### Rap rock
Le rap rock est un genre musical qui fusionne des éléments du hip-hop, de gangsta rap, de rap hardcore, de hard rock, de heavy metal, de rock alternatif, de punk hardcore et parfois de funk. Le rap rock possède des sous-genres comme le rap metal et le rapcore, le premier étant une hybridation du rap vers le metal (contrairement au nu metal qui est une hybridation dans l'autre sens) et le second du rap vers le punk hardcore.
Il influence certains des plus récents styles de musique tels que le nu metal. Le rap rock se développe dans la première moitié des années 1980 aux côtés d'un genre similaire, le funk rock. Les racines de ce style peuvent être trouvées dans les albums de groupes comme The Clash, dont les chansons The Magnificent Seven, et Lightning Strikes (Not Once But Twice) de leur album Sandinista! sont sans doute les premières tentatives d'un groupe de rock d'adapter un style hip hop. D'autres groupes influencent le rapcore comme Public Enemy, Run-D.M.C. (Walk This Way feat. Aerosmith par exemple), Beastie Boys, Biohazard[réf. nécessaire], downset, 311, Suicidal Tendencies et Faith No More. Deux des premiers groupes à s'être complètement dédiés au genre et à l'avoir popularisé sont Urban Dance Squad et Stuck Mojo. Parmi les chansons les plus emblématiques de ce mouvement, on peut citer Walk This Way de Run D.M.C. et Aerosmith, Bring Tha Noize de Public Enemy et Anthrax ou encore Sing for the Moment d'Eminem et Aerosmith.
En France, l'album L'Angle mort, issu de la collaboration de Hamé, Casey et Zone libre et l'album Les Contes du chaos (avec B.James et sans Hamé cette fois-ci) prouvent qu'il n'y a pas lieu de renvoyer dos-à-dos rap et rock, et que l'alliance des deux peut engendrer une musique hautement subversive.

## Thèmes
Ce n'est pas systématique, mais les paroles des chansons sont assez souvent engagées. Elles peuvent parler par exemple de la liberté d'expression (Freedom of Speech de Body Count) ou de la dépénalisation du cannabis (Fishbone). Aux États-Unis, Vernon Reid, guitariste des Living Colour, fonde la Black Rock Coalition, et des groupes comme Rage Against the Machine ou Downset sont également très politisés. Mais un des thèmes les plus récurrent de la Fusion est la lutte contre le racisme et l'intolérance. C'est particulièrement vrai en France où les groupes réagissaient à la montée du Front national dans les années 1990. Des titres comme AC2N de FFF, La Peau de No One Is Innocent, ZOB d'Atomic Kids ou L'Œuf de Lofofora illustrent bien cette tendance.
Les thèmes lyriques du rap-rock passent de la politique (Clawfinger, Rage Against the Machine, Senser) à la frivolité (Crazy Town, Kid Rock, Limp Bizkit) à la vie en général (Zebrahead) aux luttes personnelles et à la douleur (Linkin Park, Breaking Benjamin) Et le sexe plus drogue (Papa Roach).

## Groupes notables
Les groupes et artistes représentatifs du genre incluent notamment : 24-7 Spyz, Bad Brains, Breaking Benjamin, Biohazard, Body Count, Buckethead, Clawfinger, Colosseum, Crazy Town, Defunkt, Dirty District, Dog Eat Dog, Downset, Enhancer, Faith No More, Hollywood Undead, Infectious Grooves, Incubus, Insolence, INXS, Kid Rock, Kiemsa, Korn, Limp Bizkit, Linkin Park, Living Colour, Lofofora, Oneyed Jack, One Day As A Lion, Papa Roach , Pleymo, Primus, Rage Against the Machine, Senser, Shaka Ponk, Silmarils, Skindred, Stupeflip, Suicidal Tendencies, Transplants, Travis Barker, Urban Dance Squad, Velcra et Zebrahead.